# Big Red One - attackdivisionen
Big Red One - Attack-divisionen (engelska: The Big Red One) är en amerikansk krigsfilm från 1980 i regi av Samuel Fuller.
Filmen bygger på Samuel Fullers egna upplevelser under andra världskriget i 1st Infantry Division, kallad The Big Red One.

## Handling
Sergeant Possum, en veteran från första världskriget, leder en infanteritropp genom fälttåget i Nordafrika, invasionen av Sicilien, landstigningen i Normandie fram till invasionen av Nazityskland.

## Rollista i urval
- Lee Marvin - sergeant Possum
- Mark Hamill - menige Griff
- Robert Carradine - menige Zab
- Bobby Di Cicco - menige Vinci
- Kelly Ward - menige Johnson
- Stéphane Audran - belgisk motståndskämpe
- Siegfried Rauch - feldwebel Schroeder
- Serge Marquand - Ransonnet
- Charles Macaulay - general Clarence Huebner
- Maurice Marsac - Vichy-översten
- Perry Lang - menige Kaiser
- Marthe Villalonga - mme Marbaise